# Apertochrysa albolineatoides
Apertochrysa albolineatoides är en insektsart som beskrevs av Tsukaguchi 1995. Apertochrysa albolineatoides ingår i släktet Apertochrysa och familjen guldögonsländor. Inga underarter finns listade i Catalogue of Life.